# 4807 Noboru
4807 Noboru (1991 AO) là một tiểu hành tinh vành đai chính được phát hiện ngày 10 tháng 1 năm 1991 bởi T. Kobayashi ở Oizumi.